# 貝爾塞斯公園站
貝爾塞斯公園站（英語：Belsize Park tube station）是倫敦地鐵的一個車站，位於倫敦西北部貝爾塞斯公園，是北線埃奇韋爾支線的車站，位於倫敦第2收費區。2011年，貝爾賽茲公園站的車站建築被列入二級登錄建築。

## 外部連結
- . London Transport Museum.   [2016-02-29]. （原始内容存档于2008-03-18）.
  - Station exterior, 1925
  - Ticket hall, 1927
- . Subterranea Britannica.   [2016-02-29]. （原始内容存档于2001-06-05）.